# Mistrovství světa v ledním hokeji 1982
48. mistrovství světa a 59. mistrovství Evropy se konalo ve dnech 15. - 29. dubna 1982 ve finských městech Tampere a Helsinky.

## Herní systém
Hrálo se podle nového herního systému, který však platil pouze při tomto mistrovství světa:
v A-skupině hrálo 8 účastníků nejprve jednokolově každý s každým. Mužstva na 5. - 8. místě dále nehrála, mužstvo na 8. místě sestoupilo do B-skupiny. Mužstva na 1. - 4. místě spolu hrála další zápasy způsobem každý s každým, přičemž se zápasy za základní skupiny započítávaly.
Vzájemné výsledky evropských mužstev určily pořadí 59. Mistrovství Evropy.

## Zajímavosti
Překvapením byla prohra ČSSR se SRN 2:4, USA s Itálií 5:7 (čímž USA sestoupily do B-skupiny) a remíza Itálie s Kanadou 3:3.
 Zajímavá byla i remíza ČSSR se SSSR 0:0 - jediný bezgólový výsledek v historii vzájemných utkání.

Za SSSR poprvé nastoupila první formace Vjačeslav Fetisov, Alexej Kasatonov - Sergej Makarov, Igor Larionov, Vladimir Krutov.

Za Kanadu hrál Wayne Gretzky - jediný start v historii MS.

## Výsledky a tabulky

### Základní část
|    |         | URS | TCH  | SWE | CAN | FIN | GER | ITA  | USA | V | R | P | Skóre | B  |
| 1. | SSSR    | *** | 5:3  | 7:3 | 4:3 | 8:1 | 7:0 | 9:2  | 8:4 | 7 | 0 | 0 | 48:16 | 14 |
| 2. | ČSSR    | 3:5 | ***  | 3:3 | 6:2 | 3:0 | 2:4 | 10:0 | 6:0 | 4 | 1 | 2 | 33:14 | 9  |
| 3. | Švédsko | 3:7 | 3:3  | *** | 3:3 | 3:3 | 3:1 | 5:3  | 4:2 | 3 | 3 | 1 | 24:22 | 9  |
| 4. | Kanada  | 3:4 | 2:6  | 3:3 | *** | 9:2 | 7:1 | 3:3  | 5:3 | 3 | 2 | 2 | 32:22 | 8  |
| 5. | Finsko  | 1:8 | 0:3  | 3:3 | 2:9 | *** | 4:3 | 7:3  | 4:2 | 3 | 1 | 3 | 21:31 | 7  |
| 6. | SRN     | 0:7 | 4:2  | 1:3 | 1:7 | 3:4 | *** | 5:2  | 5:5 | 2 | 1 | 4 | 19:30 | 5  |
| 7. | Itálie  | 2:9 | 0:10 | 3:5 | 3:3 | 3:7 | 2:5 | ***  | 7:5 | 1 | 1 | 5 | 20:44 | 3  |
| 8. | USA     | 4:8 | 0:6  | 2:4 | 3:5 | 2:4 | 5:5 | 5:7  | *** | 0 | 1 | 6 | 21:39 | 1  |

 Československo -  SRN 	2:4 (0:3, 1:0, 1:1)
15. dubna 1982 (15:00) – Helsinky (Helsingin jäähalli)

Branky a nahrávky Československa: 33:25 Milan Nový, 45:22 Jindřich Kokrment.

Branky a nahrávky SRN: 7:30 Marcus Kuhl (Erich Kühnhackl, Udo Kießling), 16:43 Erich Kühnhackl, 18:14 Helmut Steiger (Erich Kühnhackl, Marcus Kuhl), 52:46 Horst-Peter Kretschmer (Helmut Steiger, Udo Kießling).

Rozhodčí: Jsmes Doyle (USA) – Gustavo Alaimo (ITA), Karl Korentschnig (AUT)

Vyloučení: 3:4 (0:0)

Diváků: 3 700
ČSSR: Karel Lang (19. Jiří Králík) – Eduard Uvíra, Miloslav Hořava, Radoslav Svoboda, Antonín Plánovský, Milan Chalupa, Miroslav Dvořák – Jaroslav Korbela, Milan Nový, Pavel Richter – Jiří Lála, Jindřich Kokrment, František Černík – Dušan Pašek, Dárius Rusnák, Jaroslav Pouzar – Vincent Lukáč, Peter Ihnačák, Igor Liba.
SRN: Karl Friesen – Udo Kießling, Horst-Peter Kretschmer, Ignaz Berndaner, Joachim Reil, Harold Kreis, Peter Gailer – Marcus Kuhl, Erich Kühnhackl, Helmut Steiger – Holger Meitinger, Ernst Höfner, Franz Reindl – Manfred Wolf, Gerd Truntschka, Peter Schiller.
 SSSR -  Itálie	9:2 (0:0, 4:0, 5:2)
15. dubna 1982 (15:00) – Tampere (Tampereen jäähalli)

Branky SSSR: 29:47 Viktor Šalimov, 31:34 Vjačeslav Fetisov, 33:15 Sergej Babinov, 33:38 Vladimir Golikov, 43:34 Alexandr Koževnikov, 44:33 Sergej Makarov, 47:26 Sergej Babinov, 48:55 Sergej Kapustin, 49:45 Vladimir Golikov.

Branky Itálie: 43:53 Tom Milani, 44:49 Gary Farelli.

Rozhodčí: Josef Kompalla (GER) – Jarmo Jalarvo, Juhani Jokela (FIN)

Vyloučení: 4:11 (1:1)

Diváků: 4 570
 Finsko -  Kanada	2:9 (0:6, 1:0, 1:3)
15. dubna 1982 (19:00) – Helsinky (Helsingin jäähalli)

Branky Finska: 37:44 Tapio Levo, 44:01 Arto Javanainen.

Branky Kanady: 2:09 Dino Ciccarelli, 3:19 Dale Hawerchuk, 5:18 Bill Barber, 6:18 Dale Hawerchuk, 8:59 Darryl Sittler, 9:46 John Van Boxmeer, 41:09 Brian Propp, 47:22 Darryl Sittler, 47:40 Bobby Smith.

Rozhodčí: Dag Olsson (SWE) – Jan Wiking (SWE), Laszlo Schell (HUN)

Vyloučení: 2:2 (1:0)

Diváků: 8247
 Švédsko -  USA 	4:2 (1:1, 2:1, 1:0)
15. dubna 1982 (19:00) – Tampere (Tampereen jäähalli)

Branky Švédska: 6:16 Patrik Sundström, 38:07 Peter Andersson, 39:29 Peter Sundström, 50:07 Håkan Loob.

Branky USA: 2:33 Gary De Grio, 26:26 Buzz Schneider.

Rozhodčí: Vladimír Šubrt (TCH) – Peter Pomoell, Lasse Vanhanen (FIN)

Vyloučení: 4:7

Diváků: 2 047
 Československo -  Kanada		6:2 (1:1, 2:1, 3:0)
16. dubna 1982 (15:00) – Helsinky (Helsingin jäähalli)

Branky a nahrávky Československa: 15:17 Milan Nový, 22:04 Jiří Lála (Jindřich Kokrment, Milan Chalupa), 27:57 Jiří Lála (Miloslav Hořava, František Černík), 56:18 Jaroslav Pouzar (Miroslav Dvořák), 57:38 Jiří Lála (Jindřich Kokrment, Arnold Kadlec), 58:57 Jindřich Kokrment (Jiří Lála, František Černík).

Branky a nahrávky Kanady: 10:12 Craig Hartsburg (Brian Propp, Mark Napier), 36:56 Mark Napier

Rozhodčí: Raimo Sepponen – Likka Hoviseppä, Timo Sinkkonen (FIN)

Vyloučení: 4:6 (2:1)

Diváků: 6 203
ČSSR: Jiří Králík – Arnold Kadlec, Miloslav Hořava, Milan Chalupa, Miroslav Dvořák, Radoslav Svoboda, Eduard Uvíra – Jaroslav Korbela, Milan Nový, Pavel Richter – Vincent Lukáč, Dárius Rusnák, Jaroslav Pouzar – Jiří Hrdina, Dušan Pašek, Igor Liba – Jiří Lála, Jindřich Kokrment, František Černík.
Kanada: Gilles Meloche – Brad Maxwell, Craig Hartsburg, John Van Boxmeer, Rick Green, Curt Giles, Kevin Lowe – Darryl Sittler, Bobby Smith, Bob Gainey – Dino Ciccarelli, Bobby Clarke, Bill Barber – Mark Napier, Wayne Gretzky, Brian Propp – Mike Gartner, Dale Hawerchuk, Ryan Walter.
 Itálie -  USA 	7:5 (1:1, 4:1, 2:3)
16. dubna 1982 (15:00) – Tampere (Tampereen jäähalli)

Branky Itálie: 4:23 Patrick Dell'Jannone, 27:21 Guido Tenisi, 29:25 Michael Mair, 37:07 Patrick Dell'Jannone, 39:11 Iovio Emilio, 51:09 Tom Milani, 59:50 Dave Tomassoni.

Branky USA: 3:28 Kurt Kleinendorst, 32:29 Gary De Grio, 43:00 Bob Miller, 46:32 Gordie Roberts, 54:25 Bob Miller.

Rozhodčí: Aleksandr Fedotov (URS) – Jan Wiking (SWE), Laszlo Schel (HUN)

Vyloučení: 10:4 (0:1)

Diváků: 2 368
 SRN -  Finsko 	3:4 (0:1, 1:1, 2:2)
16. dubna 1982 (19:00) – Helsinky (Helsingin jäähalli)

Branky SRN: 30:41 Holger Meitinger, 44:23 Marcus Kuhl, 58:49 Helmut Steiger.

Branky Finska: 4:18 Timo Nummelin, 28:38 Timo Nummelin, 47:29 Ilkka Sinisalo, 53:49 Kari Makkonen.

Rozhodčí: Vladimír Šubrt (TCH) – Gustavo Alaimo (ITA), Karl Korentschnig (AUT)

Vyloučení: 6:9 (1:2) + Franz Reindl na 5 min.

Diváků: 8 247
 SSSR -  Švédsko 	7:3 (2:2, 3:0, 2:1)
16. dubna 1982 (19:00) – Tampere (Tampereen jäähalli)

Branky SSSR: 13:12 Viktor Šalimov, 15:24 Viktor Žluktov, 20:14 Vladimir Krutov, 27:25 Viktor Šalimov, 36:45 Andrej Chomutov, 57:54 Viktor Šalimov, 59:27 Vladimir Krutov.

Branky Švédska: 6:27 Patrik Sundström, 18:52 Tommy Själin, 54:50 Tommy Själin.

Rozhodčí: Terry Gregson (CAN) – Peter Pomoell, Lasse Vanhanen (FIN)

Vyloučení: 4:7 (1:1) + T. Eriksson na 10 min.

Diváků: 3 661
 SRN -  Itálie		5:2 (1:0, 1:1, 3:1)
16. dubna 1982 (13:00) – Helsinky (Helsingin jäähalli)

Branky SRN: 11:19 Franz Reindl, 25:13 Marcus Kuhl, 40:45 Erich Kühnhackl, 50:28 Marcus Kuhl, 59:48 Udo Kießling.

Branky Itálie: 32:47 Albert Di Fazio, 56:41 Rick Bragnalo.

Rozhodčí: James Doyle (USA) – Juhani Jokela (FIN), Karl Korentschnig (AUT)

Vyloučení: 6:7 (1:0)

Diváků: 2 929
 Československo -  SSSR 	3:5 (1:1, 2:2, 0:2)
18. dubna 1982 (13:00) – Tampere (Tampereen jäähalli)

Branky a nahrávky Československa: 14:01 Jindřich Kokrment (František Černík), 21:32 Jiří Lála, 22:47 Jaroslav Pouzar.

Branky a nahrávky SSSR: 12:39 Viktor Šalimov (Sergej Kapustin), 25:05 Sergej Babinov (Sergej Makarov), 39:41 Alexandr Koževnikov (Alexej Kasatonov), 43:40 Igor Larionov (Alexej Kasatonov, Sergej Makarov), 45:18 Sergej Šepelev (Sergej Kapustin, Viktor Šalimov).

Rozhodčí: Dag Olsson (SWE) – Peter Pomoell, Lasse Vanhanen (FIN)

Vyloučení: 4:3 (0:2)

Diváků: 8 641
ČSSR: Jiří Králík – Milan Chalupa, Miroslav Dvořák, Arnold Kadlec, Miloslav Hořava, Radoslav Svoboda, Eduard Uvíra – Jiří Lála, Jindřich Kokrment, František Černík – Jaroslav Korbela, Milan Nový, Pavel Richter – Vincent Lukáč, Peter Ihnačák, Igor Liba – Jiří Hrdina, Dušan Pašek, Jaroslav Pouzar.
SSSR: Vladislav Treťjak – Alexej Kasatonov, Vjačeslav Fetisov, Valerij Vasiljev, Sergej Babinov, Zinetula Biljaletdinov, Vasilij Pěrvuchin – Sergej Makarov, Igor Larionov, Vladimir Krutov – Viktor Šalimov, Sergej Šepelev, Sergej Kapustin – Viktor Ťumeněv, Vladimir Golikov, Alexandr Koževnikov – Nikolaj Drozděckij, Viktor Žluktov, Andrej Chomutov.
 Švédsko -  Kanada		3:3 (0:1, 2:2, 1:0)
18. dubna 1982 (17:00) – Helsinky (Helsingin jäähalli)

Branky Švédska: 27:19 Patrik Sundström, 29:27 Ulf Isaksson, 42:18 Ove Olsson.

Branky Kanady: 13:31 Ryan Walter, 25:19 Mike Gartner, 29:00 Mike Gartner.

Rozhodčí: Vladimír Šubrt (TCH) – Likka Hoviseppä, Timo Sinkkonen (FIN)

Vyloučení: 5:10 (1:1)

Diváků: 4 399
 USA -  Finsko 	2:4 (1:0, 0:1, 0:3)
18. dubna 1982 (17:00) – Tampere (Tampereen jäähalli)

Branky USA: 15:58 Tom Gorence, 31:26 Gordie Roberts.

Branky Finska: 21:47 Arto Javanainen, 44:56 Tapio Levo, 49:05 Jari Kurri, 57:24 Juhani Tamminen.

Rozhodčí: Terry Gregson (CAN) – Laszlo Schell (HUN), Jan Wiking (SWE)

Vyloučení: 5:4

Diváků: 9 053
 Švédsko -  Itálie		5:3 (2:1, 2:1, 1:1)
19. dubna 1982 (15:00) – Helsinky (Helsingin jäähalli)

Branky Švédska: 3:10 Mats Ulander, 19:53 Peter Sundström, 31:00 Håkan Loob, 39:47 Peter Andersson, 59:21 Patrik Sundström.

Branky Itálie: 3:23 Robert Manno, 34:14 Tom Milani, 56:04 John Bellio.

Rozhodčí: Raimo Sepponen – Likka Hoviseppä, Timo Sinkkonen (FIN)

Vyloučení: 4:8

Diváků: 2 393
 Československo -  USA 	6:0 (1:0, 1:0, 4:0)
19. dubna 1982 (15:00) – Tampere (Tampereen jäähalli)

Branky a nahrávky Československa: 1:11 Jindřich Kokrment (Jiří Lála), 27:40 Jaroslav Pouzar (Dušan Pašek), 41:20 Arnold Kadlec (František Černík, Jindřich Kokrment), 53:39 Milan Nový (Jaroslav Korbela), 59:05 Jindřich Kokrment (Radoslav Svoboda), 59:40 Vincent Lukáč (Miroslav Dvořák).

Rozhodčí: Josef Kompalla (GER) – Peter Pomoell, Lasse Vanhanen (FIN)

Vyloučení: 6:8 (1:0)

Diváků: 3 870
ČSSR: Jiří Králík – Arnold Kadlec, Miloslav Hořava, Radoslav Svoboda, Eduard Uvíra, Milan Chalupa, Miroslav Dvořák – Jaroslav Korbela, Milan Nový, Pavel Richter – Jiří Lála, Jindřich Kokrment, František Černík – Jiří Hrdina, Dušan Pašek, Jaroslav Pouzar – Vincent Lukáč, Dárius Rusnák, Igor Liba.
USA: Glen Resch – Mike Ramsey, Joe Micheletti, Moe Mantha, Rod Langway, Scot Kleinendorst, Gordie Roberts – Thomas Erikson, Mark Johnson, Mike Antonovich – Tom Hirsch, Phil Housley, Aaron Broten – Tom Gorence, Bob Miller, Buzz Schneider – Peter Johnson, Paul Miller, Gary De Grio.
 Kanada -  SRN 	7:1 (3:1, 3:0, 1:0)
19. dubna 1982 (19:00) – Helsinky (Helsingin jäähalli)

Branky Kanady: 10:18 Bill Barber, 10:35 Brian Propp, 19:42 Bill Barber, 28:07 Rick Vaive, 28:40 Brad Maxwell, 33:00 Darryl Sittler, 44:49 Dale Hawerchuk.

Branky SRN: 7:02 Erich Kühnhackl.

Rozhodčí: James Doyle (USA) – Juhani Jokela (FIN), Karl Korentschnig (AUT)

Vyloučení: 4:3

Diváků: 4 070
 SSSR -  Finsko 	8:1 (6:0, 0:1, 2:0)
19. dubna 1982 (19:00) - Tampere (Tampereen jäähalli)

Branky SSSR: 5:38 Sergej Makarov, 7:09 Vladimir Golikov, 11:04 Vjačeslav Fetisov, 12:09 Zinetula Biljaletdinov, 14:54 Sergej Šepelev, 17:52 Vladimir Krutov, 44:57 Igor Larionov, 48:59 Viktor Šalimov.

Branky Finska: 22:31 Pekka Arbelius.

Rozhodčí: Vladimír Šubrt (TCH) – Laszlo Schell (HUN), Jan Wiking (SWE)

Vyloučení: 4:6 (2:1)

Diváků: 6 775
 USA -  SSSR 	4:8 (1:3, 1:2, 2:3)
21. dubna 1982 (15:00) – Helsinky (Helsingin jäähalli)

Branky USA: 15:03 Brain Erickson, 21:35 Gordie Roberts, 46:44 Gary De Grio, 57:28 Bob Miller.

Branky SSSR: 10:04 Vladimir Krutov, 11:30 Alexandr Koževnikov, 17:28 Viktor Žluktov, 29:31 Sergej Kapustin, 32:04 Viktor Žluktov, 44:54 Nikolaj Drozděckij, 50:38 Alexandr Koževnikov, 52:26 Valerij Vasiljev.

Rozhodčí: Raimo Sepponen – Likka Hoviseppä, Timo Sinkkonen (FIN)

Vyloučení: 7:5 (0:2) + Kurt Kleinendorst - Zinetula Biljaletdinov na 10 min.

Diváků: 3 475
 Československo -  Finsko 	3:0 (1:0, 1:0, 1:0)
21. dubna 1982 (15:00) – Tampere (Tampereen jäähalli)

Branky a nahrávky Československa: 18:49 Jaroslav Korbela, 20:31 Jaroslav Korbela (Pavel Richter), 51:56 Vincent Lukáč (Igor Liba).

Rozhodčí: Terry Gregson (CAN) – Laszlo Schell (HUN), Jan Wiking (SWE)

Vyloučení: 3:4 (0:0)

Diváků: 7 859
ČSSR: Jiří Králík - Milan Chalupa, Miroslav Dvořák, Radoslav Svoboda, Eduard Uvíra, Arnold Kadlec, Miloslav Hořava – Jaroslav Korbela, Milan Nový, Pavel Richter – Jiří Lála, Jindřich Kokrment, František Černík – Jiří Hrdina, Dušan Pašek, Jaroslav Pouzar – Vincent Lukáč, Peter Ihnačák, Igor Liba.
Finsko: Hannus Kamppuri – Timo Nummelin, Hannu Haapalainen, Pertti Lehtonen, Raimo Hirvonen, Tapio Levo, Hannu Helander – Juhani Tamminen, Seppo Repo, Reijo Leppänen – Jari Kurri, Kari Jalonen, Pekka Arbelius – Arto Javanainen, Forss Matti, Kari Makkonen – Ilkka Sinisalo, Pertti Koivulahti, Seppo Ahokainen.
 Švédsko -  SRN 	3:1 (0:1, 1:0, 2:0)
21. dubna 1982 (19:00) – Helsinky (Helsingin jäähalli)

Branky Švédska: 39:30 Jan Erixon, 48:09 Tomas Rundqvist, 55:37 Tommy Mörth.

Branky SRN: 14:51 Helmut Steiger.

Rozhodčí: James Doyle (USA) – Peter Pomoell, Lasse Vanhanen (FIN)

Vyloučení: 5:10 (2:1)

Diváků: 3 221
 Kanada -  Itálie		3:3 (1:1, 1:1, 1:1)
21. dubna 1982 (19:00) – Tampere (Tampereen jäähalli)

Branky Kanady: 14:51 Bill Barber, 34:40 Bob Gainey, 46:39 John Van Boxmeer.

Branky Itálie: 19:57 Gary Farelli, 39:59 Rick Bragnalo, 42:28 Constant Priondolo.

Rozhodčí: Aleksandr Fedotov (URS) – Juhani Jokela (FIN), Karl Korentschnig (AUT)

Vyloučení: 2:4 (1:0)

Diváků: 4 178
 Finsko -  Itálie		7:3 (2:3, 3:0, 2:0)
22. dubna 1982 (15:00) – Helsinky (Helsingin jäähalli)

Branky Finska: 4:05 Reijo Leppänen, 9:15 Kari Makkonen, 29:42 Kari Jalonen, 36:21 Reijo Leppänen, 38:10 Kari Jalonen, 51:11 Jari Kurri, 58:05 Juha Nurmi.

Branky Itálie: 6:26 Gary Farelli, 11:42 Rick Bragnalo, 13:27 Constant Priondolo.

Rozhodčí: Dag Olsson (SWE) – Laszlo Schell (HUN), Jan Wiking (SWE)

Vyloučení: 1:3

Diváků: 6 463
 SRN -  SSSR 	0:7 (0:3, 0:2, 0:2)
22. dubna 1982 (15:00) – Tampere (Tampereen jäähalli)

Branky SSSR: 5:02 Sergej Makarov, 5:15 Sergej Šepelev, 10:24 Sergej Šepelev, 21:40 Igor Larionov, 39:35 Sergej Babinov, 46:09 Sergej Šepelev, 51:05 Sergej Kapustin.

Rozhodčí: Vladimír Šubrt (TCH) – Likka Hoviseppä, Timo Sinkkonen (FIN)

Vyloučení: 10:7

Diváků: 2 791
 Československo -  Švédsko 	3:3 (2:1, 1:1, 0:1)
22. dubna 1982 (19:00) – Helsinky (Helsingin jäähalli)

Branky a nahrávky Československa: 3:52 Radoslav Svoboda (Jaroslav Korbela), 16:14 Igor Liba (Eduard Uvíra), 20:30 Pavel Richter (Arnold Kadlec).

Branky a nahrávky Švédska: 16:54 Håkan Loob (Tommy Samuelsson, Tomas Rundqvist), 23:04 Mats Näslund (Peter Helander), 48:30 Ove Olsson.

Rozhodčí: Terry Gregson (CAN) – Peter Pomoell, Lasse Vanhanen (FIN)

Vyloučení: 3:3 (1:0)

Diváků: 4 808
ČSSR: Jiří Králík – Arnold Kadlec, Miloslav Hořava, Radoslav Svoboda, Eduard Uvíra, Milan Chalupa, Miroslav Dvořák – Jaroslav Korbela, Milan Nový, Pavel Richter – Jiří Lála, Jindřich Kokrment, František Černík – Jiří Hrdina, Dušan Pašek, Jaroslav Pouzar – Vincent Lukáč, Peter Ihnačák, Igor Liba.
Švédsko: Peter Lindmark – Göran Lindblom, Mats Thelin, Peter Andersson, Peter Helander, Jan Eriksson, Tommy Samuelsson – Ulf Isaksson, Patrik Sundström, Tommy Mörth – Mats Näslund, Ove Olsson, Jan Erixon – Håkan Loob, Thomas Rundqvist, Mats Ulander – Tommy Själin.
 USA -  Kanada		3:5 (1:1, 0:4, 2:0)
22. dubna 1982 (19:00) – Tampere (Tampereen jäähalli)

Branky USA: 17:50 Tom Hirsch, 55:44 Mike Ramsey, 59:16 Phil Housley.

Branky Kanady: 11:29 Rick Vaive, 21:48 Rick Vaive, 25:41 Darryl Sittler, 28:10 Wayne Gretzky, 39:29 Wayne Gretzky.

Rozhodčí: James Doyle (USA) – Juhani Jokela (FIN), Karl Korentschnig (AUT)

Vyloučení: 2:3

Diváků: 3 611
 SRN -  USA 	5:5 (0:1, 3:2, 2:2)
24. dubna 1982 (13:00) – Tampere (Tampereen jäähalli)

Branky SRN: 23:10 Manfred Wolf, 26:52 Gerd Truntschka, 37:32 Manfred Wolf, 47:21 Roy Roedger, 55:21 Dieter Hegen.

Branky USA: 3:24 Kurt Kleinendorst, 30:10 Moe Mantha, 38:22 Aaron Broten, 44:48 Gordie Roberts, 57:30 Aaron Broten.

Rozhodčí: Aleksandr Fedotov (URS) – Juhani Jokela (FIN), Jan Wiking (SWE)

Vyloučení: 3:8

Diváků: 4 925
 Československo -  Itálie		10:0 (2:0, 5:0, 3:0)
24. dubna 1982 (15:00) – Helsinky (Helsingin jäähalli)

Branky a nahrávky Československa: 7:43 Dárius Rusnák (Vincent Lukáč, Miroslav Dvořák), 16:41 Jaroslav Korbela, 22:02 František Černík (Jiří Lála, Jaroslav Pouzar), 22:26 Jiří Hrdina (Dušan Pašek), 31:05 Dárius Rusnák (Vincent Lukáč, Eduard Uvíra), 32:02 Dušan Pašek (Antonín Plánovský, Miroslav Dvořák), 37:03 Vincent Lukáč (Miroslav Dvořák), 46:11 Igor Liba (Vincent Lukáč), 57:04 Jiří Lála, 58:08 Jaroslav Korbela (Milan Nový).

Rozhodčí: Raimo Sepponen – Likka Hoviseppä, Timo Sinkkonen (FIN)

Vyloučení: 4:7 (1:0)

Diváků: 6 393
ČSSR: Jiří Králík – Arnold Kadlec, Miloslav Hořava, Radoslav Svoboda, Eduard Uvíra, Milan Chalupa, Miroslav Dvořák – Jaroslav Korbela, Milan Nový, Pavel Richter – Jiří Lála, Jaroslav Pouzar, František Černík – Jiří Hrdina, Dušan Pašek, Antonín Plánovský – Vincent Lukáč, Dárius Rusnák, Igor Liba.
Itálie: Jim Corsi (Nick Sanza) – Dave Tomassoni, John Bellio, Gino Pasqualotto, Mike Amodeo, Gerry Ciarcia, Guido Tenisi – Gary Farelli, [Rick Bragnalo, Robert Manno – Constant Priondolo, Grant Goegan, Albert Di Fazio – Tom Milani, Patrick Dell'Jannone, Bobby De Piero – Martin Pavlů
 Finsko -  Švédsko 	3:3 (1:1, 1:1, 1:1)
24. dubna 1982 (17:00) – Helsinky (Helsingin jäähalli)

Branky Finska: : 8:11 Jari Kurri, 37:21 Kari Jalonen, 45:39 Jari Kurri.

Branky Švédska: 5:41 Patrik Sundström, 20:54 Peter Helander, 41:23 Mats Näslund.

Rozhodčí: James Doyle (USA) – Karl Korentschnig (AUT), Laszlo Schell (HUN)

Vyloučení: 3:1

Diváků: 8 297
 Kanada -  SSSR 	3:4 (1:1, 0:2, 2:1)
24. dubna 1982 (17:00) – Tampere (Tampereen jäähalli)

Branky Kanady: 9:46 Bill Barber, 48:14 Reinhardt, 56:13 Brian Propp.

Branky SSSR: 14:58 Alexandr Koževnikov, 29:38 Irek Gimajev, 35:42 Sergej Makarov, 52:14 Igor Larionov.

Rozhodčí: Dag Olsson (SWE) – Peter Pomoell, Lasse Vanhanen (FIN)

Vyloučení: 7:7

Diváků: 7 394

### Finále
|    |         | URS | TCH | CAN | SWE | V | R | P | Skóre | B  |
| 1. | SSSR    | *** | 0:0 | 6:4 | 4:0 | 9 | 1 | 0 | 58:20 | 19 |
| 2. | ČSSR    | 0:0 | *** | 2:4 | 3:2 | 5 | 2 | 3 | 38:20 | 12 |
| 3. | Kanada  | 4:6 | 4:2 | *** | 6:0 | 5 | 2 | 3 | 46:30 | 12 |
| 4. | Švédsko | 0:4 | 2:3 | 0:6 | *** | 3 | 3 | 4 | 26:35 | 9  |

- Utkání ze základní části se započítávala.

 Kanada -  SSSR 	4:6 (1:3, 2:1, 1:2)
25. dubna 1982 (13:00) – Helsinky (Helsingin jäähalli)

Branky Kanady: 8:08 Craig Hartsburg, 25:42 Wayne Gretzky, 26:36 Mark Napier, 41:22 Kevin Lowe.

Branky SSSR: 2:01 Sergej Šepelev, 16:37 Vjačeslav Fetisov, 19:57 Viktor Šalimov, 24:18 Alexandr Koževnikov, 55:18 Sergej Makarov, 56:47 Vjačeslav Fetisov.

Rozhodčí: Dag Olsson (SWE) – Laszlo Schell (HUN), Jan Wiking (SWE)

Vyloučení: 6:5 (1:2)

Diváků: 8 259
 Československo -  Švédsko 	3:2 (1:1, 0:1, 2:0)
25. dubna 1982 (17:00) – Helsinky (Helsingin jäähalli)

Branky a nahrávky Československa: 14:52 Vincent Lukáč (Igor Liba), 53:36 Pavel Richter, 56:29 Vincent Lukáč (Dárius Rusnák).

Branky a nahrávky Švédska: 6:27 Peter Sundström (Peter Andersson, Mats Näslund), 38:33 Ove Olsson.

Rozhodčí: Terry Gregson (CAN) – Peter Pomoell, Lasse Vanhanen (FIN)

Vyloučení: 3:4 (0:1)

Diváků: 7 680
ČSSR: Jiří Králík – Arnold Kadlec, Miloslav Hořava, Radoslav Svoboda, Eduard Uvíra, Milan Chalupa, Miroslav Dvořák – Jaroslav Korbela, Milan Nový, Pavel Richter – Jiří Lála, Jindřich Kokrment, František Černík – Vincent Lukáč, Dárius Rusnák, Igor Liba – Jiří Hrdina, Dušan Pašek, Jaroslav Pouzar.
Švédsko: Göte Walitalo – Peter Helander, Mats Thelin, Peter Andersson, Roger Hägglund, Thomas Erikson, Tommy Samuelsson – Peter Sundström, Patrik Sundström, Ulf Isaksson – Mats Näslund, Ove Olsson, Jan Erixon – Håkan Loob, Thomas Rundqvist, Mats Ulander – Tommy Mörth, Hasse Sjöö.
 Československo -  Kanada		2:4 (0:1, 2:1, 0:2)
27. dubna 1982 (15:00) – Helsinky (Helsingin jäähalli)

Branky a nahrávky Československa: 24:36 Jiří Lála (František Černík), 25:11 Igor Liba.

Branky a nahrávky Kanady: 3:47 Mark Napier, 31:46 Bill Barber (Wayne Gretzky, Craig Hartsburg), 46:52 Dino Ciccarelli (Bobby Smith, Kevin Lowe), 57:10 Bob Gainey.

Rozhodčí: Raimo Sepponen (FIN) – Laszlo Schell (HUN), Jan Wiking (SWE)

Vyloučení: 3:2 (0:1)

Diváků: 7 432
ČSSR: Jiří Králík – Arnold Kadlec, Miloslav Hořava, Radoslav Svoboda, Eduard Uvíra, Milan Chalupa, Miroslav Dvořák – Jaroslav Korbela, Milan Nový, Pavel Richter – Jiří Lála, Jindřich Kokrment, František Černík – Vincent Lukáč, Dárius Rusnák, Igor Liba – Jiří Hrdina, Dušan Pašek, Jaroslav Pouzar.
Kanada: Greg Millen – Paul Reinhart, Craig Hartsburg, John Van Boxmeer, Kevin Lowe, Brad Maxwell, Curt Giles – Mark Napier, Bobby Clarke, Darryl Sittler – Rick Vaive, Wayne Gretzky, Bill Barber – Bob Gainey, Bobby Smith, Dino Ciccarelli – Mike Gartner, Dale Hawerchuk, Brian Propp.
 Švédsko -  SSSR 	0:4 (0:1, 0:2, 0:1)
27. dubna 1982 (19:00) – Helsinky (Helsingin jäähalli)

Branky SSSR: 4:13 Sergej Makarov, 30:10 Vladimir Golikov, 36:35 Viktor Šalimov, 42:40 Zinetula Biljaletdinov.

Rozhodčí: Vladimír Šubrt (TCH) – Peter Pomoell, Lasse Vanhanen (FIN)

Vyloučení: 3:3

Diváků: 7 662
 Švédsko -  Kanada		0:6 (0:2, 0:2, 0:2)
29. dubna 1982 (14:00) – Helsinky (Helsingin jäähalli)

Branky Kanady: 9:07 Wayne Gretzky, 11:51 Wayne Gretzky, 28:47 Bill Barber, 29:27 Wayne Gretzky, 43:05 Mike Gartner, 52:43 Craig Hartsburg.

Rozhodčí: Terry Gregson (CAN) – Peter Pomoell, Lasse Vanhanen (FIN)

Vyloučení: 3:3 (0:1)

Diváků: 7 671
 Československo -  SSSR 	0:0 
29. dubna 1982 (18:00) – Helsinky (Helsingin jäähalli)

Rozhodčí: James Doyle (USA) – Laszlo Schell (HUN), Jan Wiking (SWE)

Vyloučení: 1:1 (0:0)

Diváků: 8 297
ČSSR: Jiří Králík – Arnold Kadlec, Miloslav Hořava, Eduard Uvíra, Antonín Plánovský, Milan Chalupa, Miroslav Dvořák – Jaroslav Korbela, Milan Nový, Pavel Richter – Jiří Lála, Jindřich Kokrment, František Černík – Jiří Hrdina, Dušan Pašek, Jaroslav Pouzar – Vincent Lukáč, Dárius Rusnák, Igor Liba.
SSSR: Vladimir Myškin – Vjačeslav Fetisov, Alexej Kasatonov, Valerij Vasiljev, Sergej Babinov, Vasilij Pěrvuchin, Zinetula Biljaletdinov – Sergej Makarov, Igor Larionov, Vladimir Krutov – Alexandr Koževnikov, Vladimir Golikov, Viktor Ťumeněv – Irek Gimajev, Viktor Žluktov, Andrej Chomutov.

### Mistrovství Evropy
|    |         | URS | SWE  | TCH | FIN | GER | ITA  | V | R | P | Skóre | B  |
| 1. | SSSR    | *** | 7:3  | 5:3 | 8:1 | 7:0 | 9:2  | 5 | 0 | 0 | 36:9  | 10 |
| 2. | Švédsko | 3:7 | ***  | 3:3 | 3:3 | 3:1 | 5:3  | 2 | 2 | 1 | 17:17 | 6  |
| 3. | ČSSR    | 3:5 | 3:3  | *** | 3:0 | 2:4 | 10:0 | 2 | 1 | 2 | 21:12 | 5  |
| 4. | Finsko  | 1:8 | 0:3  | 3:3 | *** | 4:3 | 7:3  | 2 | 1 | 2 | 15:20 | 5  |
| 5. | SRN     | 0:7 | 4:2  | 1:3 | 3:4 | *** | 5:2  | 2 | 0 | 3 | 13:18 | 4  |
| 6. | Itálie  | 2:9 | 0:10 | 3:5 | 3:7 | 2:5 | ***  | 0 | 0 | 5 | 10:36 | 0  |

## Statistiky

### Nejlepší hráči podle direktoriátu IIHF
| Brankář | Jiří Králík       |
| Obránce | Vjačeslav Fetisov |
| Útočník | Viktor Šalimov    |

### All Stars
| Brankář         | Jiří Králík       |
| Levý obránce    | Vjačeslav Fetisov |
| Pravý obránce   | Alexej Kasatonov  |
| Levé křídlo     | Bill Barber       |
| Střední útočník | Wayne Gretzky     |
| Pravé křídlo    | Sergej Makarov    |

### Kanadské bodování
| Poř. | Kanadské bodování | Branky | Přihrávky | Body |
| ---- | ----------------- | ------ | --------- | ---- |
| 1.   | Wayne Gretzky     | 6      | 8         | 14   |
| 2.   | Viktor Šalimov    | 8      | 5         | 13   |
| 3.   | Sergej Makarov    | 6      | 7         | 13   |
| 4.   | Sergej Kapustin   | 3      | 9         | 12   |
| 5.   | Igor Larionov     | 4      | 6         | 10   |
| 6.   | Bill Barber       | 8      | 1         | 9    |
| 7.   | Jiří Lála         | 6      | 3         | 9    |
| 8.   | Vladimír Golikov  | 4      | 5         | 9    |
| 9.   | Sergej Šepelev    | 6      | 2         | 8    |
| 10.  | Jindřich Kokrment | 5      | 3         | 8    |

### Soupiska SSSR
1.  SSSR

Brankáři: Vladislav Treťjak, Vladimir Myškin.

Obránci: Vjačeslav Fetisov, Vladimir Zubkov, Sergej Babinov, Vasilij Pěrvuchin, Valerij Vasiljev, Alexej Kasatonov, Zinetula Biljaletdinov, Irek Gimajev.

Útočníci: Sergej Kapustin, Vladimir Krutov, Igor Larionov, Nikolaj Drozděckij, Andrej Chomutov, Alexandr Koževnikov, Sergej Šepelev, Viktor Žluktov, Viktor Šalimov, Sergej Makarov, Vladimir Golikov, Viktor Ťumeněv.

Trenér: Viktor Tichonov.

### Soupiska Československa
2.  Československo

Brankáři: Jiří Králík, Karel Lang.

Obránci: Miloslav Hořava, Milan Chalupa, Eduard Uvíra, Arnold Kadlec, Miroslav Dvořák, Antonín Plánovský, Radoslav Svoboda.

Útočníci:  – Milan Nový, Igor Liba, Pavel Richter, František Černík, Peter Ihnačák, Dárius Rusnák, Jiří Lála, Dušan Pašek, Jindřich Kokrment, Jaroslav Pouzar, Jiří Hrdina, Jaroslav Korbela, Vincent Lukáč.

Trenéři: Luděk Bukač, Stanislav Neveselý.

### Soupiska Kanady
3.  Kanada

Brankáři: Gilles Meloche, Greg Millen.

Obránci: Curt Giles, Brad Maxwell, Craig Hartsburg, Rick Green, John Van Boxmeer, Paul Reinhart, Kevin Lowe.

Útočníci: Bill Barber, Ryan Walter, Mike Gartner, Mark Napier, Bobby Smith, Bobby Clarke, Dino Ciccarelli, Dale Hawerchuk, Rick Vaive, Bob Gainey, Brian Propp, Darryl Sittler, Wayne Gretzky.

Trenér: Marshall Johnston.

### Soupiska Švédska
4.  Švédsko

Brankáři: Peter Lindmark, Göte Wälitalo.

Obránci: Tommy Samuelsson, Peter Andersson, Mats Thelin, Göran Lindblom, Roger Hägglund, Peter Helander, Jan Eriksson, Thomas Eriksson.

Útočníci: Håkan Loob, Mats Näslund, Tommy Själin, Thomas Rundqvist, Mats Ulander, Ulf Isaksson, Tommy Mörth, Patrik Sundström, Peter Sundström, Hasse Sjöö, Jan Erixon, Ove Olsson.

Trenér: Anders Parmström.

### Soupiska Finska
5.  Finsko

Brankáři: Hannus Kamppuri, Hannu Lassila.

Obránci: Raimo Hirvonen, Timo Nummelin, Pertti Lehtonen, Pertti Valkeapää, Hannu Haapalainen, Tapio Levo, Hannu Helander.

Útočníci: Forss Matti, Arto Javanainen, Kari Jalonen, Juhani Tamminen, Juha Nurmi, Kari Makkonen, Reijo Leppänen, Pekka Arbelius, Seppo Repo, Pertti Koivulahti, Seppo Ahokainen, Ilkka Sinisalo, Jari Kurri.

Trenér: Kalevi Numminen.

### Soupiska SRN
6.  SRN

Brankáři: Bernhard Engelbrecht, Karl Friesen.

Obránci: Uli Hiemer, Peter Gailer, Udo Kießling, Horst-Peter Kretschmer, Joachim Reil, Ignaz Berndaner, Harold Kreis.

Útočníci: Uli Egen, Dieter Hegen, Ernst Höfner, Franz Reindl, Manfred Wolf, Jochen Mörz, Peter Schiller, Erich Kühnhackl, Marcus Kuhl, Holger Meitinger, Gerd Truntschka, Roy Roedger, Helmut Steiger.

Trenér: Xaver Unsinn.

### Soupiska Itálie
7.   Itálie

Brankáři: Jim Corsi, Nick Sanza.

Obránci: Guido Tenisi, Mike Amodeo, Gerry Ciarcia, John Bellio, Dave Tomassoni, Mike Mastrullo, Gino Pasqualotto, Robert Manno.

Útočníci: Adolf Insam, Patrick Dell'Jannone, Rick Bragnalo, Michael Mair, Albert Di Fazio, Constant Priondolo, Martin Pavlů, Grant Goegan, Bobby De Piero, Gary Farelli, Tom Milani, Iovio Emilio.

Trenér: David Chambers.

### Soupiska USA
8.  USA

Brankáři: Glenn Resch, Steve Janaszak.

Obránci: Scot Kleinendorst, Moe Mantha, Mike Ramsey, Gordie Roberts, Joe Micheletti, Phil Housley, Tom Hirsch, Rod Langway.

Útočníci: Mike Antonovich, Aaron Broten, Kurt Kleinendorst, Mark Johnson, Bob Miller, Bryan Erickson, Gary De Grio, Paul Miller, Tom Gorence, Buzz Schneider, John Harrington, Peter Johnson.

Trenér: Bill Sellmann.

### Rozhodčí
| Hlavní - James Doyle - Alexandr Fedotov - Terry Gregson - Josef Kompalla - Dag Olsson - Raimo Sepponen - Vladimír Šubrt | Čároví - Gustavo Alaimo - Ilkka Hoviseppä - Jarmo Jalarvo - Juhani Jokela - Karl Korentschnig - Peter Pomoell - Laszlo Schell - Timo Sinkkonen - Lasse Vanhanen - Jan Wiking |

## MS Skupina B
|    |            | GDR  | AUT | POL  | NOR  | ROM | SUI | CHN  | NED | V | R | P | Skóre | B  |
| 1. | NDR        | ***  | 7:4 | 4:4  | 10:1 | 7:6 | 4:2 | 13:7 | 3:1 | 6 | 1 | 0 | 48:25 | 13 |
| 2. | Rakousko   | 4:7  | *** | 6:5  | 7:4  | 7:1 | 3:3 | 5:2  | 1:4 | 4 | 1 | 2 | 33:26 | 9  |
| 3. | Polsko     | 4:4  | 5:6 | ***  | 12:3 | 5:1 | 2:3 | 11:4 | 3:2 | 4 | 1 | 2 | 42:23 | 9  |
| 4. | Norsko     | 1:10 | 4:7 | 3:12 | ***  | 3:2 | 5:4 | 2:4  | 6:4 | 3 | 0 | 4 | 24:43 | 6  |
| 5. | Rumunsko   | 6:7  | 1:7 | 1:5  | 2:3  | *** | 3:3 | 9:3  | 5:2 | 2 | 1 | 4 | 27:30 | 5  |
| 6. | Švýcarsko  | 2:4  | 3:3 | 3:2  | 4:5  | 3:3 | *** | 4:4  | 1:6 | 1 | 3 | 3 | 20:27 | 5  |
| 7. | Čína       | 7:13 | 2:5 | 4:11 | 4:2  | 3:9 | 4:4 | ***  | 8:3 | 2 | 1 | 4 | 32:47 | 5  |
| 8. | Nizozemsko | 1:3  | 4:1 | 2:3  | 4:6  | 2:5 | 6:1 | 3:8  | *** | 2 | 0 | 5 | 22:27 | 4  |

 NDR -  Norsko 10:1 (4:1, 5:0, 1:0)
18. března 1982 – Klagenfurt
 Švýcarsko -  Polsko 3:2 (0:2, 2:0, 1:0)
18. března 1982 – Klagenfurt
 Rumunsko -  Nizozemsko 5:2 (3:2, 1:0, 1:0)
18. března 1982 – Klagenfurt
 Rakousko -  Čína 5:2 (3:1, 1:1, 1:0)
18. března 1982 – Klagenfurt
 NDR -  Čína 13:7 (6:1, 7:2, 0:4)
19. března 1982 – Klagenfurt
 Rakousko -  Rumunsko 7:1 (3:0, 1:1, 3:0)
19. března 1982 – Klagenfurt
 Švýcarsko -  Norsko 4:5 (1:0, 2:4, 1:1)
20. března 1982 – Klagenfurt
 Polsko -  Nizozemsko 3:2 (1:1, 0:1, 2:0)
20. března 1982 – Klagenfurt
 Čína -  Norsko 4:2 (1:0, 1:1, 2:1)
21. března 1982 – Klagenfurt
 Švýcarsko -  NDR 2:4 (0:2, 0:1, 2:1)
21. března 1982 – Klagenfurt
 Polsko -  Rumunsko 5:1 (1:1, 2:0, 2:0)
21. března 1982 – Klagenfurt
 Rakousko -  Nizozemsko 1:4 (0:1, 1:2, 0:1)
21. března 1982 – Klagenfurt
 Rumunsko -  Čína 9:3 (3:1, 2:1, 4:1)
22. března 1982 – Klagenfurt
 Rakousko -  NDR 4:7 (1:4, 1:2, 2:1)
22. března 1982 – Klagenfurt
 Nizozemsko -  Švýcarsko 6:1 (1:0, 4:0, 1:1)
23. března 1982 – Klagenfurt
 Norsko -  Polsko 3:12 (1:3, 1:7, 1:2)
23. března 1982 – Klagenfurt
 Švýcarsko -  Čína 4:4 (1:1, 3:0, 0:3)
24. března 1982 – Klagenfurt
 NDR -  Nizozemsko 3:1 (0:0, 1:1, 2:0)
24. března 1982 – Klagenfurt
 Norsko -  Rumunsko 3:2 (1:0, 1:0, 1:2)
24. března 1982 – Klagenfurt
 Rakousko -  Polsko 6:5 (1:0, 2:5, 3:0)
24. března 1982 – Klagenfurt
 NDR -  Rumunsko 7:6 (1:2, 3:1, 3:3)
26. března 1982 – Klagenfurt
 Polsko -  Čína 11:4 (4:2, 4:2, 3:0)
26. března 1982 – Klagenfurt
 Nizozemsko -  Norsko 4:6 (3:3, 1:2, 0:1)
26. března 1982 – Klagenfurt
 Rakousko -  Švýcarsko 3:3 (2:2, 1:1, 0:0)
26. března 1982 – Klagenfurt
 Čína -  Nizozemsko 8:3 (0:2, 7:1, 1:0)
27. března 1982 – Klagenfurt
 Švýcarsko -  Rumunsko 3:3 (2:2, 1:1, 0:0)
27. března 1982 – Klagenfurt
 Polsko -  NDR 4:4 (2:2, 2:2, 0:0)
27. března 1982 – Klagenfurt
 Rakousko -  Norsko 7:4 (4:1, 0:1, 3:2)
27. března 1982 – Klagenfurt

## MS Skupina C
|    |            | JPN  | YUG  | DEN  | FRA  | HUN  | BUL  | ESP  | KOR  | V | R | P | Skóre  | B  |
| 1. | Japonsko   | ***  | 7:5  | 5:4  | 6:2  | 10:1 | 6:0  | 11:2 | 25:0 | 7 | 0 | 0 | 70:14  | 14 |
| 2. | Jugoslávie | 5:7  | ***  | 7:2  | 9:5  | 4:5  | 7:1  | 6:0  | 21:2 | 5 | 0 | 2 | 59:22  | 10 |
| 3. | Dánsko     | 4:5  | 2:7  | ***  | 4:1  | 2:1  | 2:2  | 7:3  | 14:1 | 4 | 1 | 2 | 35:20  | 9  |
| 4. | Francie    | 2:6  | 5:9  | 1:4  | ***  | 7:3  | 4:2  | 8:2  | 20:4 | 4 | 0 | 3 | 47:30  | 8  |
| 5. | Maďarsko   | 1:10 | 5:4  | 1:2  | 3:7  | ***  | 7:3  | 8:1  | 18:2 | 4 | 0 | 3 | 43:29  | 8  |
| 6. | Bulharsko  | 0:6  | 1:7  | 2:2  | 2:4  | 3:7  | ***  | 7:3  | 14:1 | 2 | 1 | 4 | 29:30  | 5  |
| 7. | Španělsko  | 2:11 | 0:6  | 3:7  | 2:8  | 1:8  | 3:7  | ***  | 15:3 | 1 | 0 | 6 | 26:50  | 2  |
| 8. | Korea      | 0:25 | 2:21 | 1:14 | 4:20 | 2:18 | 1:14 | 3:15 | ***  | 0 | 0 | 7 | 13:127 | 0  |

 Japonsko -  Jugoslávie 7:5 (2:3, 4:1, 1:1)
19. března 1982 – Jaca
 Francie -  Bulharsko 4:2 (0:0, 2:2, 2:0)
19. března 1982 – Jaca
 Dánsko -  Maďarsko 2:1 (0:1, 1:0, 1:0)
19. března 1982 – Jaca
 Španělsko -  Korejská republika 15:3 (9:0, 5:3, 1:0)
19. března 1982 – Jaca
 Francie -  Maďarsko 7:3 (2:3, 3:0, 2:0)
20. března 1982 – Jaca
 Španělsko -  Jugoslávie 0:6 (0:3, 0:3, 0:0)
20. března 1982 – Jaca
 Bulharsko -  Korejská republika 14:1 (3:0, 3:1, 8:0)
21. března 1982 – Jaca
 Dánsko -  Japonsko 4:5 (3:1, 1:2, 0:2)
21. března 1982 – Jaca
 Maďarsko -  Jugoslávie 5:4 (2:0, 2:1, 1:3)
22. března 1982 – Jaca
 Francie -  Korejská republika 20:4 (7:0, 4:2, 9:2)
22. března 1982 – Jaca
 Bulharsko -  Dánsko 2:2 (0:0, 2:2, 0:0)
22. března 1982 – Jaca
 Španělsko -  Japonsko 2:11 (2:2, 0:5, 0:4)
22. března 1982 – Jaca
 Jugoslávie –  Korejská republika 21:2 (6:1, 7:0, 8:1)
23. března 1982 – Jaca
 Španělsko -  Maďarsko 1:8 (0:2, 1:2, 0:4)
23. března 1982 – Jaca
 Japonsko -  Bulharsko 6:0 (2:0, 3:0, 1:0)
24. března 1982 – Jaca
 Dánsko -  Francie 4:1 (3:1, 0:0, 1:0)
24. března 1982 – Jaca
 Jugoslávie -  Dánsko 7:2 (1:1, 3:1, 3:0)
25. března 1982 – Jaca
 Maďarsko -  Korejská republika 18:2 (9:1, 3:1, 6:0)
25. března 1982 – Jaca
 Japonsko -  Francie 6:2 (1:0, 1:2, 4:0)
25. března 1982 – Jaca
 Španělsko -  Bulharsko 3:7 (1:2, 2:2, 0:3)
25. března 1982 – Jaca
 Španělsko -  Dánsko 3:7 (1:2, 2:2, 0:3)
27. března 1982 – Jaca
 Jugoslávie -  Francie 9:5 (2:2, 3:3, 4:0)
27. března 1982 – Jaca
 Maďarsko -  Bulharsko 7:3 (1:2, 5:1, 1:0)
27. března 1982 – Jaca
 Japonsko -  Korejská republika 25:0 (11:0, 4:0, 10:0)
27. března 1982 – Jaca
 Dánsko -  Korejská republika 14:1 (2:0, 8:0, 4:1)
28. března 1982 – Jaca
 Japonsko -  Maďarsko 10:1 (3:1, 3:0, 4:0)
28. března 1982 – Jaca
 Jugoslávie -  Bulharsko 7:1 (1:0, 3:0, 3:1)
28. března 1982 – Jaca
 Španělsko -  Francie 2:8 (1:4, 0:2, 1:2)
28. března 1982 – Jaca